# Era (Tolkien)
Een Era (Engels: Age) is in de wereld Midden-aarde van schrijver J.R.R. Tolkien een tijdvak.

## Eerste Era
De telling van de tijd in Era's begint na 4550 Valiaanse Jaren, wanneer Eru Ilúvatar de eerste Elfen laat ontwaken in Cuiviénen. Met deze gebeurtenis, die nog valt binnen de Jaren van de Bomen, begint de Eerste Era. Na 450 Valiaanse Jaren in de Eerste Era is de allereerste zonsopkomst, en beginnen de Jaren van de Zon, die tot op heden voortduren. Vanaf dit punt wordt de tijd gerekend in "normale" zonnejaren. Soms wordt als definitie voor het begin van de Eerste Era het begin van de Jaren van de Zon gebruikt. Om onderscheid te kunnen maken wordt in dit geval ook wel gesproken van "de Eerste Era van de Zon".
De Eerste Era eindigt met de overwinning op Morgoth in de Oorlog van Gramschap, waarna het aanzicht van Midden-aarde drastisch verandert.

## Tweede Era
De Tweede Era begint met de stichting van het Noldorijnde Koninkrijk onder Gil-galad en met de stichting van Mithlond (de Grijze Havens) onder Círdan. In 3319 van de Tweede Era volgt de verwoesting van Númenor met in het jaar daarna de stichting van de koninkrijken Arnor en Gondor in Midden-aarde door Elendil en de Dúnedain. De Tweede Era eindigt 120 jaar later met de eerste overwinning op Sauron in de Slag van Dagorlad door het Laatste Bondgenootschap tussen mensen en Elfen.

## Derde Era
De Derde Era eindigt met de uiteindelijke vernietiging van de Ene Ring en Sauron.

## Vierde Era
De Vierde Era begint officieel nadat de dragers van de Drie Ringen Midden-aarde verlaten. Deze era wordt ook wel de Era der Mensen genoemd. Het einde van deze Era is niet bekend.

## Zevende Era
De Zevende Era valt samen met de Christelijke jaartelling.